# 2,4-Dihidroksi-7-metoksi-2H-1,4-benzoksazin-3(4H)-on 2 -D-glukoziltransferaza
2,4-Dihidroksi-7-metoksi-2-1,4-benzoksazin-3(4)-on 2 --glukoziltransferaza (EC 2.4.1.202, uridin difosfoglukoza-2,4-dihidroksi-7-metoksi-2-1,4-benzoksazin-3(4H)-on 2-glukoziltransferaza, BX8, BX9, benzoksazinoidna glukoziltransferaza, DIMBOA glukoziltransferaza) je enzim sa sistematskim imenom UDP-alfa--glukoza:2,4-dihidroksi-7-metoksi-2-1,4-benzoksazin-3(4H)-on 2-beta-D-glukoziltransferaza. Ovaj enzim katalizuje sledeću hemijsku reakciju
(1) UDP-alfa--glukoza + 2,4-dihidroksi-7-metoksi-2H-1,4-benzoksazin-3(4H)-on {\displaystyle \rightleftharpoons } UDP + (2R)-4-hidroksi-7-metoksi-3-okso-3,4-dihidro-2H-1,4-benzoksazin-2-il beta--glukopiranozid
(2) UDP-alfa--glukoza + 2,4-dihidroksi-2H-1,4-benzoksazin-3(4H)-on {\displaystyle \rightleftharpoons } UDP + (2R)-4-hidroksi-3-okso-3,4-dihidro-2H-1,4-benzoksazin-2-il beta--glukopiranozid
Ovaj enzim učestvuje u detoksifikaciji benzoksazinoida DIBOA (2,4-dihidroksi-2-1,4-benzoksazin-3(4H)-on) i DIMBOA (2,4-dihidroksi-7-metoksi-2-1,4-benzoksazin-3(4H)-on).

## Literatura
- Nicholas C. Price; Lewis Stevens (1999). Fundamentals of Enzymology: The Cell and Molecular Biology of Catalytic Proteins (Third изд.). USA: Oxford University Press. ISBN 019850229X.
- Eric J. Toone (2006). Advances in Enzymology and Related Areas of Molecular Biology, Protein Evolution (Volume 75 изд.). Wiley-Interscience. ISBN 0471205036.
- Branden C; Tooze J. Introduction to Protein Structure. New York, NY: Garland Publishing. ISBN 0-8153-2305-0.
- Irwin H. Segel. Enzyme Kinetics: Behavior and Analysis of Rapid Equilibrium and Steady-State Enzyme Systems (Book 44 изд.). Wiley Classics Library. ISBN 0471303097.

## Spoljašnje veze
- 2,4-dihydroxy-7-methoxy-2H-1,4-benzoxazin-3(4H)-one+2-D-glucosyltransferase на 